# Grande Rivière des Vieux-Habitants
La Grande Rivière des Vieux-Habitants est un cours d'eau de Guadeloupe dans le parc national de la Guadeloupe qui se jette dans la mer des Caraïbes.

## Géographie

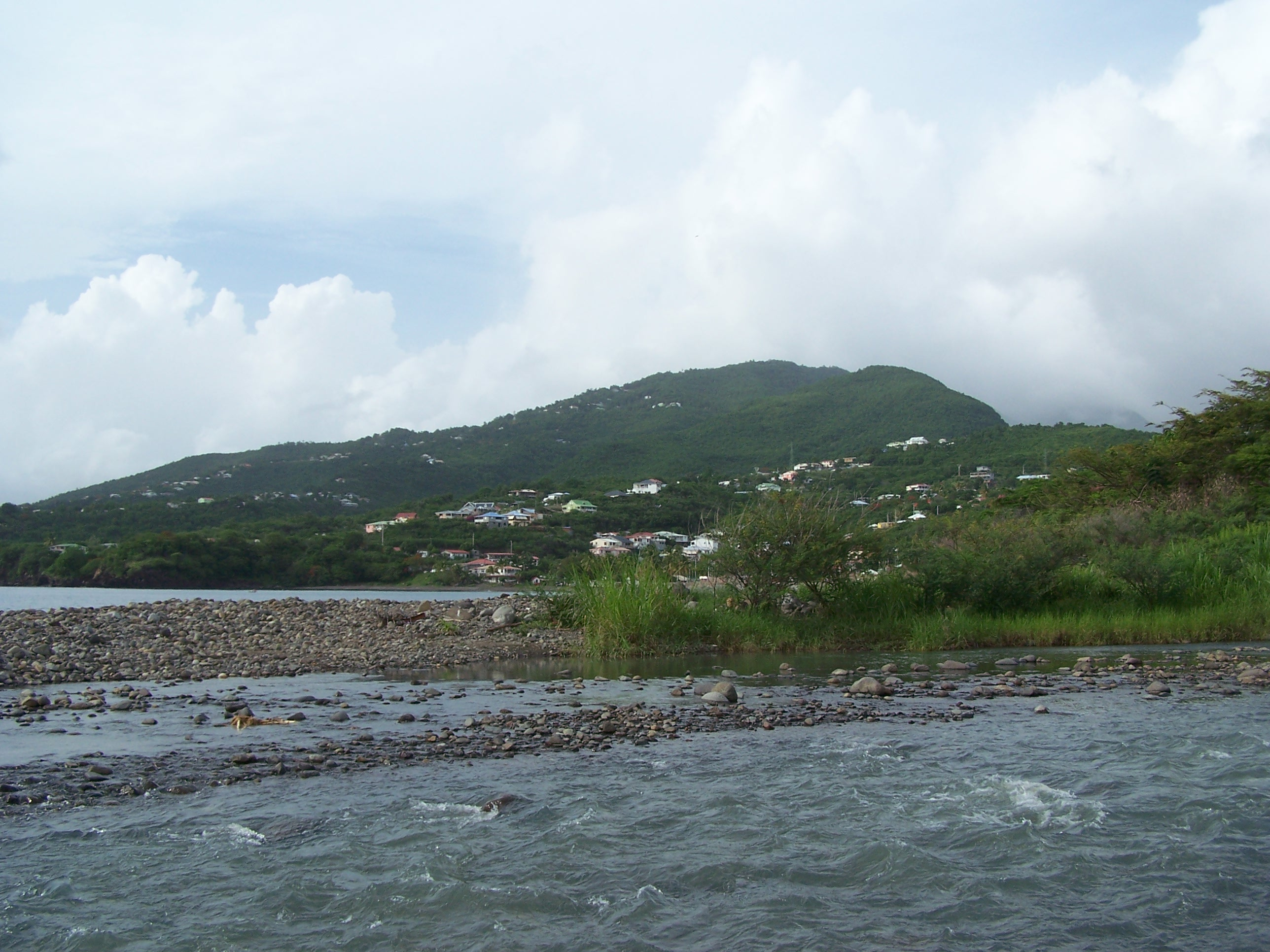
Embouchure à Vieux-Habitants.

Longue de 18,9 km, la Grande Rivière des Vieux-Habitants prend sa source à environ 1 100 mètres d'altitude sur les flancs nord du Petit Sans Toucher, traverse la commune de Vieux-Habitants sur Basse-Terre et se jette dans la mer des Caraïbes, à la Pointe des Habitants, en se séparant en deux bras dans le bourg principal de Vieux-Habitants.

## Affluents

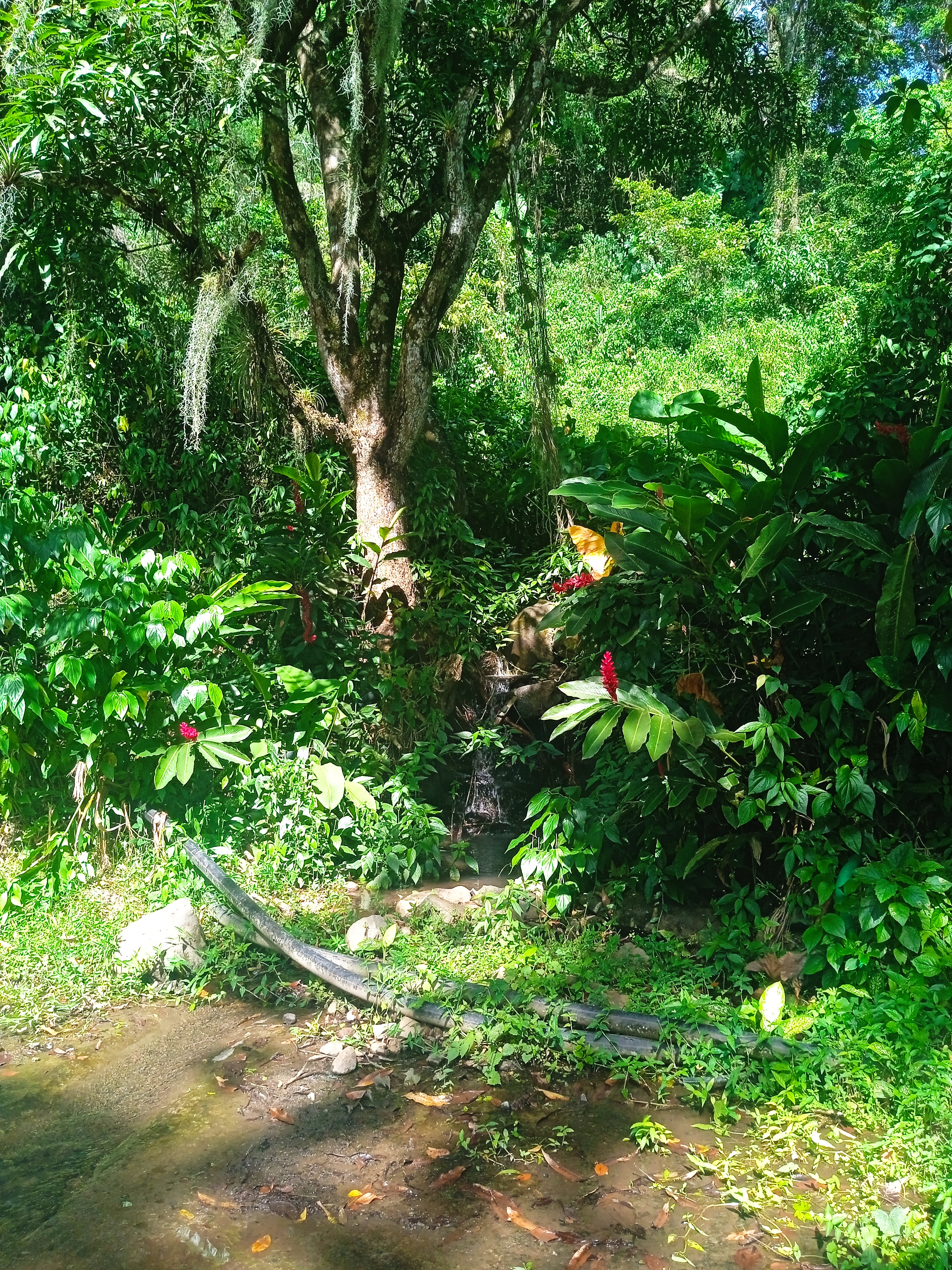
Ravine Pagésy

La superficie du bassin versant de la Grande Rivière de Vieux-Habitants est de 11,5 km2. Ses principaux affluents sont, depuis sa source, les ravines du Rat, Foufou, Beaulieu, Tonton, Bernardine, aux Foins et Pagésy.